# Breemen
Breemen (soms ook als Bremen geschreven) is een buurtschap in de gemeente Westerkwartier in de Nederlandse provincie Groningen. 
De buurtschap valt grotendeels onder het dorp Zevenhuizen, waarvan het ten zuidwesten is gelegen en een klein deel valt onder De Wilp, dat ten noordwesten van de buurtschap is gelegen.
De naam is geen verwijzing naar de Duitse stad Bremen, maar naar de brem die hier in het verleden veel voorkwam op de hoge grond. Deze gronden werden ook wel 'breemhaar' (haar = zandige heuvelrug) genoemd. De uitspraak van brem is in het Gronings nagenoeg gelijk is aan die van Bremen, nl. breem.
Dat er veel brem groeide in deze streek, kwam omdat het lange tijd een woest en onontgonnen veengebied was, dat alleen geschikt was voor begrazing door schapen.
De Bremerweg van de buurtschap gaat op de grens met de provincie Friesland over in de Bremerwei dat onder Siegerswoude direct valt en dus niet onderdeel is van de buurtschap Breemen.